# Pio Albergo Pertusati
Il Pio Albergo Pertusati è una casa di riposo di Pavia che accoglie anziani che, per ragioni di salute o per motivi famigliari, non possono più risiedere presso il proprio domicilio.
La proprietà si affaccia lungo Viale Matteotti al n° civico 63, ed è inserita in un contesto urbano con destinazione prevalentemente residenziale. È facilmente raggiungibile sia con mezzi pubblici che con mezzi propri, trovandosi in una zona servita da ampi parcheggi.
L’istituzione del Pio Albergo Pertusati trae origine dal testamento 9 settembre 1752 del Vescovo di Pavia Monsignor Francesco Pertusati il quale stabilì che fosse acquistata una casa a Pavia, adatta a diventare un'abitazione di carità per i poveri.
L’attività si è sviluppata nel corso dei tempi successivi sino alla recente completa ristrutturazione conclusa nell’anno 2000 che ha adeguato la RSA agli standard strutturali previsti dalle vigenti normative.
I servizi attualmente offerti comprendono l’ospitalità ad anziani non autosufficienti, autosufficienti, in regime residenziale e da Centro Diurno Integrato.

## Premesse storiche
I primi riferimenti storici su questo angolo della Città, occupato dall'attuale Pio Albergo Pertusati, li ritroviamo nei manoscritti di Opicino De Canistris il quale, nel 1330 descrive ed elenca le Chiese allora esistenti in Pavia e colloca in questo luogo una "Ecclesia Sancti Theodori martiris", denominata "S. Teodoro dei Cergnaghi".

### Chiesa di Santa Croce
In seguito a lavori di restauro eseguiti nel 1497, la chiesa fu rinominata "Santa Croce" e assegnata ai Frati Minori Osservanti della Congregazione del Beato Amedeo, i quali si occuparono della ricostruzione della chiesa e della costruzione del monastero.
Nell'anno 1568 furono sostituiti con i Frati Riformati di S. Francesco, che nel 1607 completarono la ristrutturazione della Chiesa di Santa Croce che venne riconsacrata.

### Collocazione definitiva del Pio Albergo Pertusati
Trascorsi circa due secoli di relativa tranquillità, arrivò il periodo del dominio Napoleonico; nel 1810, con le nuove disposizioni che volevano la riduzione dei Conventi dei Regolari, il Monastero di Santa Croce venne soppresso per convertirlo in arsenale militare.
I pavesi riuscirono a salvare il complesso (Chiesa e Monastero) con la proposta da parte della Congregazione di Carità di Pavia di voler acquistare la Chiesa, il Convento e l'ortaglia di Santa Croce, per collocarvi i poveri invalidi mendicanti.
Il 1810 segna quindi la fine della Chiesa e del Monastero di Santa Croce, ed il 1812 segna l'inizio, nel medesimo complesso edilizio, del Pio Albergo Pertusati.

## Ristrutturazioni

### I primi lavori

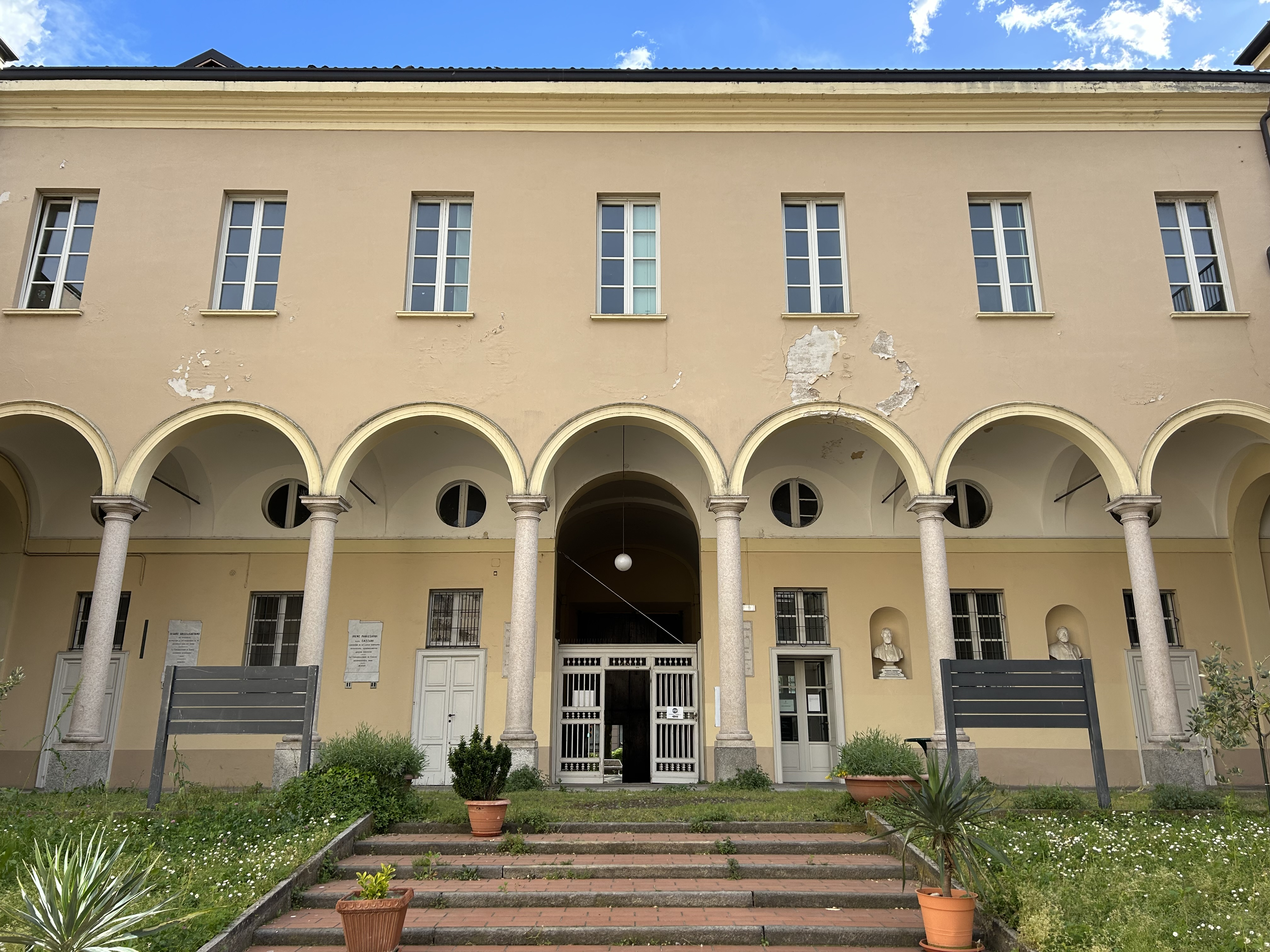
Porticato interno del Pio Albergo Pertusati

L'inizio dell'esecuzione dei lavori al complesso della Chiesa di Santa Croce avvenne nel 1811 e, a seguito di alcune modifiche interne, nel 1813 i poveri anziani della città iniziarono occupare il Pio Albergo Pertusati.
Alla modifica radicale si arriva nel 1877. Su progetto dell'ingegnere Cristoforo Tensali si decise di spostare l'ingresso dell'Istituto con la facciata principale rivolta verso l'Allea di viale Matteotti, e non più verso il piazzale di Santa Croce, determinando così il nuovo orientamento dell'edificio.
La nuova facciata si presenta con un ordito stilistico molto semplice: paramento a bugnato liscio al piano terreno, finestre incorniciate e sottogronda a triglifi.
Il primo lotto dei lavori, è consistito nella demolizione completa della Chiesa, del Coro, della Sagrestia, del Campanile e dei locali adiacenti, sostituiti dal corpo di fabbrica sulla facciata principale, così come ancora oggi esiste.

### Lavori successivi di ampliamento
Nell'anno 1933 vengono realizzate altre due opere importanti di ampliamento delle capacità ricettive dell'Istituto, con la costruzione di due nuove ali di fabbricato: una sul lato est, l’altra sul lato ovest, su progetto dell'ingegnere Angelo Cazzani.
Nel 1958 viene inaugurato il Nuovo Albergo Famiglia, un grande fabbricato a sei piani sul lato destro del complesso edilizio del Pio Albergo Pertusati.
Nel 1972 si inaugura la nuova costruzione del Reparto Albergo, un nuovo fabbricato a cinque piani sul lato sinistro del Pertusati.
Verso gli anni 80 vengono eseguiti altri importanti lavori di ristrutturazione interna dell'Istituto, su precedente progetto dell'ingegnere architetto Ottavio Bonomi.

## Architettura

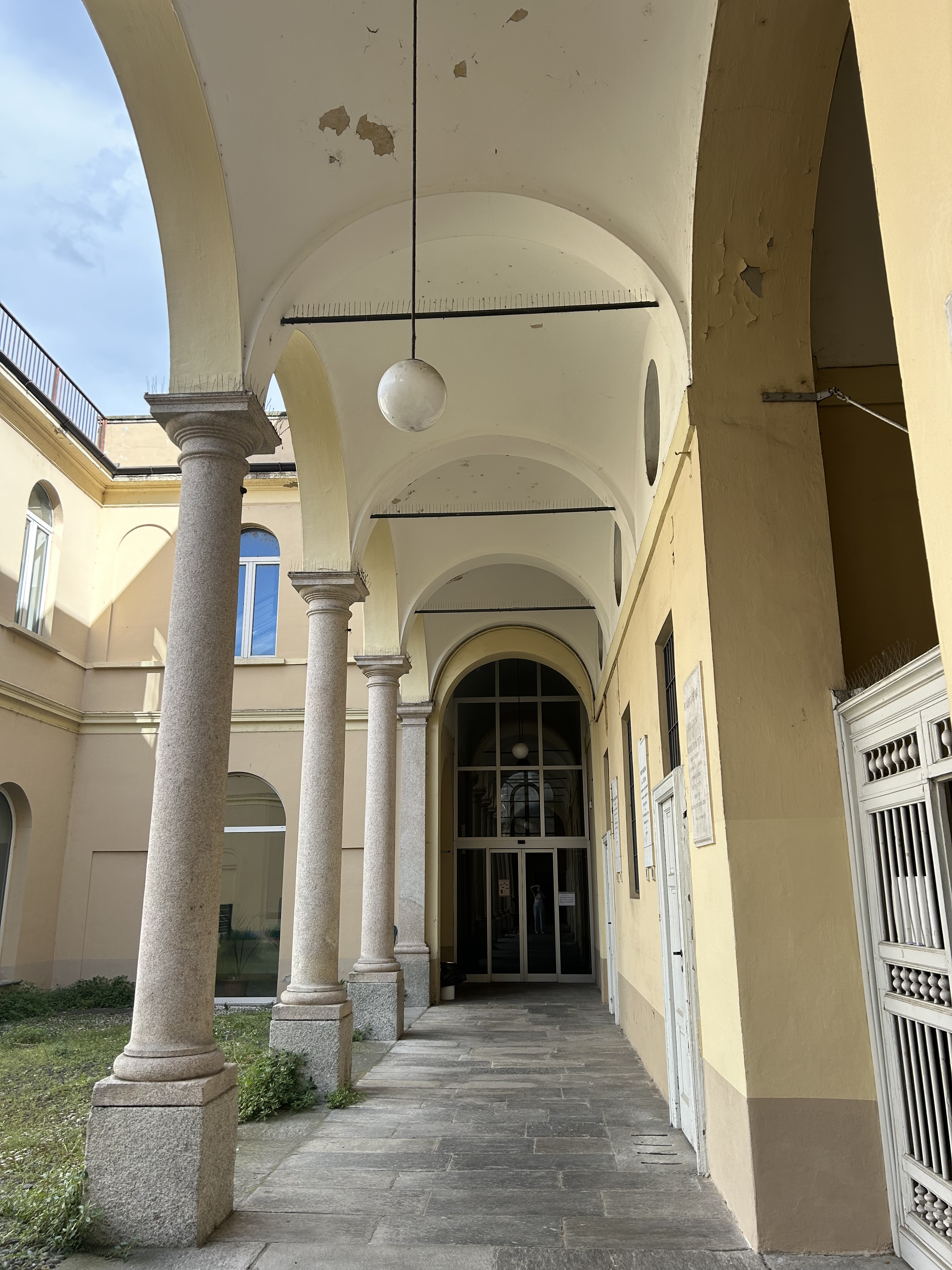
Portico del Pio Albergo Pertusati

L'edificio Pio Albergo Pertusati è un notevole esempio di architettura neoclassica. Costruito nel XIX secolo, rappresenta un'importante testimonianza storica e artistica della città.
Dal punto di vista architettonico, l'edificio presenta una facciata imponente e simmetrica, tipica dello stile neoclassico emergente. 
La sua struttura è caratterizzata da elementi come le colonne doriche del cortile, che conferiscono un'impressione di nobiltà e grandiosità.
Il portale d’ingresso è centrale ed è incorniciato da lesene e pilastri.
La facciata è intonacata con colori tenui e sobri, con dettagli in pietra e stucco che accentuano gli elementi decorativi.
Le finestre, regolarmente distribuite lungo la facciata, sono incorniciate da modanature semplici ed eleganti. 
L’edificio è organizzato attorno a due corti interne, che rappresentano un elemento funzionale e stilistico tipico delle strutture assistenziali del periodo. Esse forniscono luce naturale e ventilazione agli ambienti circostanti e fungono da spazi di ritrovo e socializzazione per i residenti. Il cortile centrale è circondato da un porticato ad arcate, sostenuto da colonne in pietra. Al centro del lato principale dell'edificio si trova una torretta con un orologio, che aggiunge un tocco distintivo e funzionale alla struttura.
Gli interni sono caratterizzati da grandi sale comuni e corridoi ampi che facilitano la circolazione e la mobilità degli anziani. Le stanze per i residenti sono disposte lungo i corridoi, con finestre che si affacciano sulle corti interne per garantire luce e aria.
L'architettura del Pio Albergo Pertusati di Pavia è un esempio di come funzionalità e bellezza possono essere integrate in un edificio destinato all'assistenza sociale, mantenendo un equilibrio tra elementi decorativi e praticità.